# Le Miracle selon Salomé
Pour plus de détails, voir Fiche technique et Distribution.
Le Miracle selon Salomé (O Milagre segundo Salomé) est un film dramatique franco-portugais réalisé par Mário Barroso et sorti en 2004.
Il s'agit d'une adaptation du roman éponyme de José Rodrigues Miguéis paru la même année.

## Synopsis
Le Portugal en 1917 : la jeune République portugaise est un pays en proie à des troubles politiques et sociaux, lorsque la Vierge Marie serait apparue à trois petits bergers à Fátima. Cela attire énormément l'attention dans ce pays déchiré entre la tradition catholique conservatrice et l'esprit de renouveau progressiste et laïque.
Pendant ce temps, Salomé travaille dans l'une des maisons closes les plus connues de Lisbonne, où elle est une attraction et envoûte ses clients. Un jour, un riche client l'invite à s'installer chez lui, dans sa maison bourgeoise. Il l'introduit dans les meilleurs cercles de la ville, et Salomé espère désormais une nouvelle vie. Mais son passé la rattrape et, lorsqu'elle se retrouve involontairement à jouer un rôle étonnant dans le miracle de Fatima qui ne cesse de s'étendre, elle finit par perdre sa nouvelle vie confortable.

## Fiche technique
- Titre français : Le Miracle selon Salomé[1]
- Titre original portugais : O Milagre segundo Salomé[2]
- Réalisation : Mário Barroso
- Scénario : Carlos Saboga d'après le roman éponyme de José Rodrigues Miguéis paru en 2004.
- Photographie : Mário Barroso
- Montage : Francisco Garcia da Silva
- Musique : Bernardo Sassetti (pt)
- Production : Ana Pinhão, Paulo Branco, Almerindo Marques, Manuel Alduy, Jacques Toubon
- Société de production : Atalanta Filmes, ICAM, RTP, Gémini Films, CinéCinéma, Eurimages
- Pays de production :  Portugal -  France
- Langue originale : portugais
- Format : couleurs - Son Dolby Digital
- Genre : drame
- Durée : 97 minutes
- Dates de sortie : 
  - Portugal : 13 mai 2004
  - France : 18 août 2004

## Distribution
- Ana Bandeira : Salomé
- Nicolau Breyner : Sertório Cerqueira
- Ricardo Pereira : Gabriel
- Paulo Pires : Mota Santos
- Filipe Duarte : Lieutenant Brás
- Ana Padrão : Dona Rosa
- Margarida Vila-Nova : Natacha
- Ana Zanatti : Laura de Acanto
- Margarida Miranda : Judite
- Carlos Vaz : Chauffeur Joaquim